# Anthoxanthum aethiopicum
Anthoxanthum aethiopicum là một loài thực vật có hoa trong họ Hòa thảo. Loài này được I.Hedberg mô tả khoa học đầu tiên năm 1976.